# Dooley Wilson
Arthur „Dooley” Wilson (Tyler, Texas, 1886. április 3. – Los Angeles, Kalifornia, 1953. május 30.) amerikai színész, énekes, akinek figurája a Casablanca c. 1942-ben készült filmben alakított zongorista szerepével, és az abban elénekelt As Time Goes By c. számmal véste be alakját az emberek emlékezetébe.
1908 és 1930 között Chicago-i és New York-i afroamerikai színházakban szerepelt, közben különböző zenekarokban is játszott. 1908 körül jelentős díjat kapott egy ír dal előadásáért, ami akkoriban a repertoárján volt.
1940-41-ben a Broadwayen szerepelt.
Sam szerepével a Casablancában a Warner Brothers bízta meg.

## Filmográfia
- On Our Selection (1920)
- Keep Punching (1939)
- My Favorite Blonde (1942)
- Take a Letter, Darling (1942)
- Night in New Orleans (1942)
- Cairo (1942)
- Casablanca (1942)
- Two Tickets to London (1943)
- Stormy Weather (1943)
- Higher and Higher (1943)
- Seven Days Ashore (1944)
- Triple Threat (1948)
- Racing Luck (1948)
- Knock on Any Door (1949)
- Come to the Stable (1949)
- Tell It to the Judge (1949)
- Free for All (1949)
- No Man of Her Own (1950)
- Father Is a Bachelor (1950)
- Passage West (1951)
- The Beulah Show (1950) tévésorozat